# Oliver Goodwill
Oliver James Goodwill (Wilshire, Inglaterra, 25 de outubro de 1982) é um ator, modelo e músico inglês. Seu trabalho mais notável foi do clip "Call Me When You're Sober" do álbum The Open Door, banda de Rock Evanescence, no qual interpreta o "Grande Lobo".

## Biografia
Cresceu em Wilshire, Inglaterra, com seus pais e um irmão mais velho, Alex Goodwill. Depois da escola, Oli, para os amigos, ia estudar na Academia Contemporânia de Música, em Guildford, na Inglaterra. Em 2003, teve a oportunidade de estudar fora do país por um semestre. Em 2004, mudou-se para Los Angeles para continuar os estudos em UCLA.
Além de atuar ele toca bateria numa banda chamada Melessa Jean, tendo doze prêmios em seu nome. Em 2008 ele interpretou o personagem principal na série de TV "Runaway Stars". Oliver também é compositor e roteirista.

## Filmografia
| Ano  | Filme                                     | Papel                | Notas        |
| ---- | ----------------------------------------- | -------------------- | ------------ |
| 2006 | Ella at Five                              |                      |              |
| 2006 | Prescriptions                             | Wilbur               |              |
| 2006 | Call Me When You're Sober                 | Grande Lobo          | (Vídeo Clip) |
| 2006 | Entourage                                 | Irmão                |              |
| 2007 | August                                    | Enfermeiro           | (Curta)      |
| 2008 | Richard III                               | Subordinado dos York |              |
| 2008 | Dark Shadow                               |                      | (Curta)      |
| 2008 | Runaway Stars                             | Duncan               |              |
| 2009 | This Is Vegas                             | Personagem Principal | (Video game) |
| 2009 | Change                                    |                      |              |
| 2010 | Story                                     | Tommy                |              |
| 2011 | Going Home                                |                      | (Curta)      |
| 2011 | Fight Night Champion                      | Parceiro de Treino   | (Video Game) |
| 2013 | Left for Shadows, Courting White e Spades |                      | (Curtas)     |